# أندريه بوراكوفسكي
أندريه بوراكوفسكي (مواليد 9 فبراير 1995) هو لاعب هوكي الجليد سويدي-نمساوي المولد يلعب في نادي كولورادو أفالانتش.